# Apomys aurorae
Apomys aurorae  (Heaney & Al., 2011) è un roditore della famiglia dei Muridi endemico dell'isola di Luzon, nelle Filippine.

## Descrizione

### Dimensioni
Roditore di piccole dimensioni, con la lunghezza totale tra 262 e 295 mm, la lunghezza della coda tra 129 e 153 mm, la lunghezza del piede tra 33 e 37 mm, la lunghezza delle orecchie tra 18 e 21 mm e un peso fino a 92 g.

### Aspetto
Le parti superiori sono bruno-rossicce brillanti, mentre le parti ventrali sono biancastre, con la base dei peli grigiastra. Il dorso dei piedi è bianco e cosparso di pochi peli scuri. La coda è lunga quanto la testa ed il corpo, scura sopra e distintamente più chiara sotto.

## Biologia

### Comportamento
È una specie terricola e notturna.

### Alimentazione
Si nutre di vermi, altri invertebrati e semi.

## Distribuzione e habitat
Questa specie è endemica delle Montagne Mingan, nella parte nord-orientale dell'isola di Luzon, nelle Filippine.
Vive nelle foreste di Dipterocarpus, foreste montane e foreste muschiose tra 733 e 1.677 metri di altitudine.

## Conservazione
Questa specie, essendo stata scoperta solo recentemente, non è stata sottoposta ancora a nessun criterio di conservazione.